# La Esmeralda, Michoacán de Ocampo
La Esmeralda är en ort i Mexiko.   Den ligger i kommunen Salvador Escalante och delstaten Michoacán de Ocampo, i den södra delen av landet, 280 km väster om huvudstaden Mexico City. La Esmeralda ligger 1 813 meter över havet och antalet invånare är 166.
Terrängen runt La Esmeralda är lite bergig. Runt La Esmeralda är det ganska tätbefolkat, med 54 invånare per kvadratkilometer. Närmaste större samhälle är Ario de Rosales, 16,9 km söder om La Esmeralda. I omgivningarna runt La Esmeralda växer huvudsakligen savannskog.